# Otto Kerner

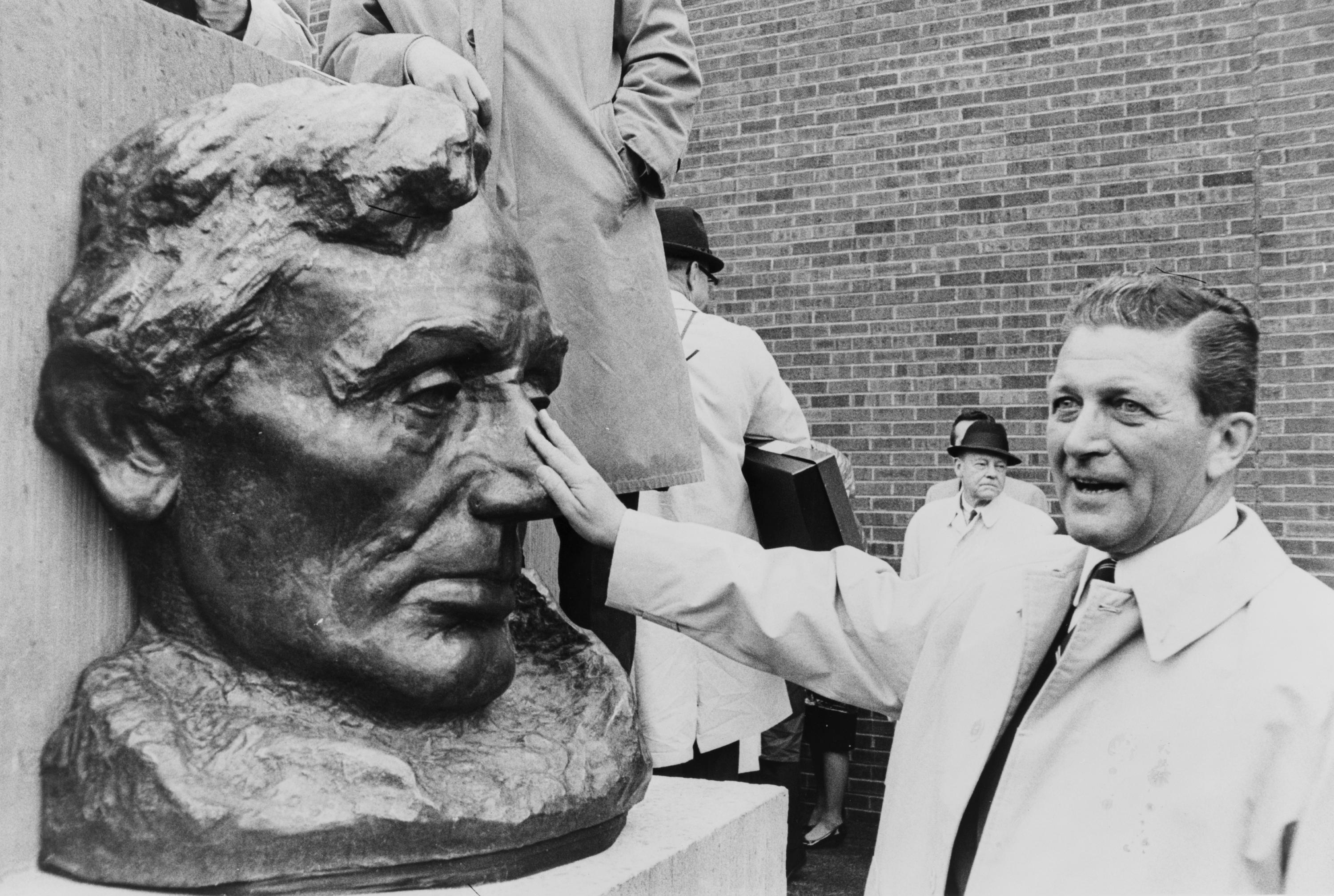
Otto Kerner neben einer Lincoln-Büste

Otto Kerner Jr. (* 15. August 1908 in Chicago, Illinois; † 9. Mai 1976 ebenda) war ein US-amerikanischer Jurist und Politiker. Er war von 1961 bis 1968 der 33. Gouverneur des Bundesstaates Illinois.

## Frühe Jahre und politischer Aufstieg
Otto Kerner besuchte bis 1930 die Brown University in Providence und studierte anschließend bis 1934 an der Northwestern University Jura. Zwischen 1930 und 1931 studierte er auch ein Jahr lang an der University of Cambridge in England. Im Jahr 1934 trat er der Nationalgarde von Illinois bei. Während des Zweiten Weltkrieges war er sowohl in Europa als auch im pazifischen Raum eingesetzt. Er erhielt 1944 die Soldier’s Medal und die Bronze Star Medal für die Rettung eines ertrinkenden Soldaten vor der Küste Siziliens. Bis 1946 blieb er im aktiven militärischen Dienst, anschließend in der Reserve. Im Jahr 1954 schied er als Generalmajor der Nationalgarde ganz aus dem Militärdienst aus. Zwischen 1947 und 1954 war er Bundesstaatsanwalt für den nördlichen Distrikt von Illinois. Von 1955 bis 1960 war er Richter im Cook County. Im Jahr 1960 wurde er von der Demokratischen Partei als Kandidat für die Gouverneurswahlen aufgestellt.

## Gouverneur von Illinois

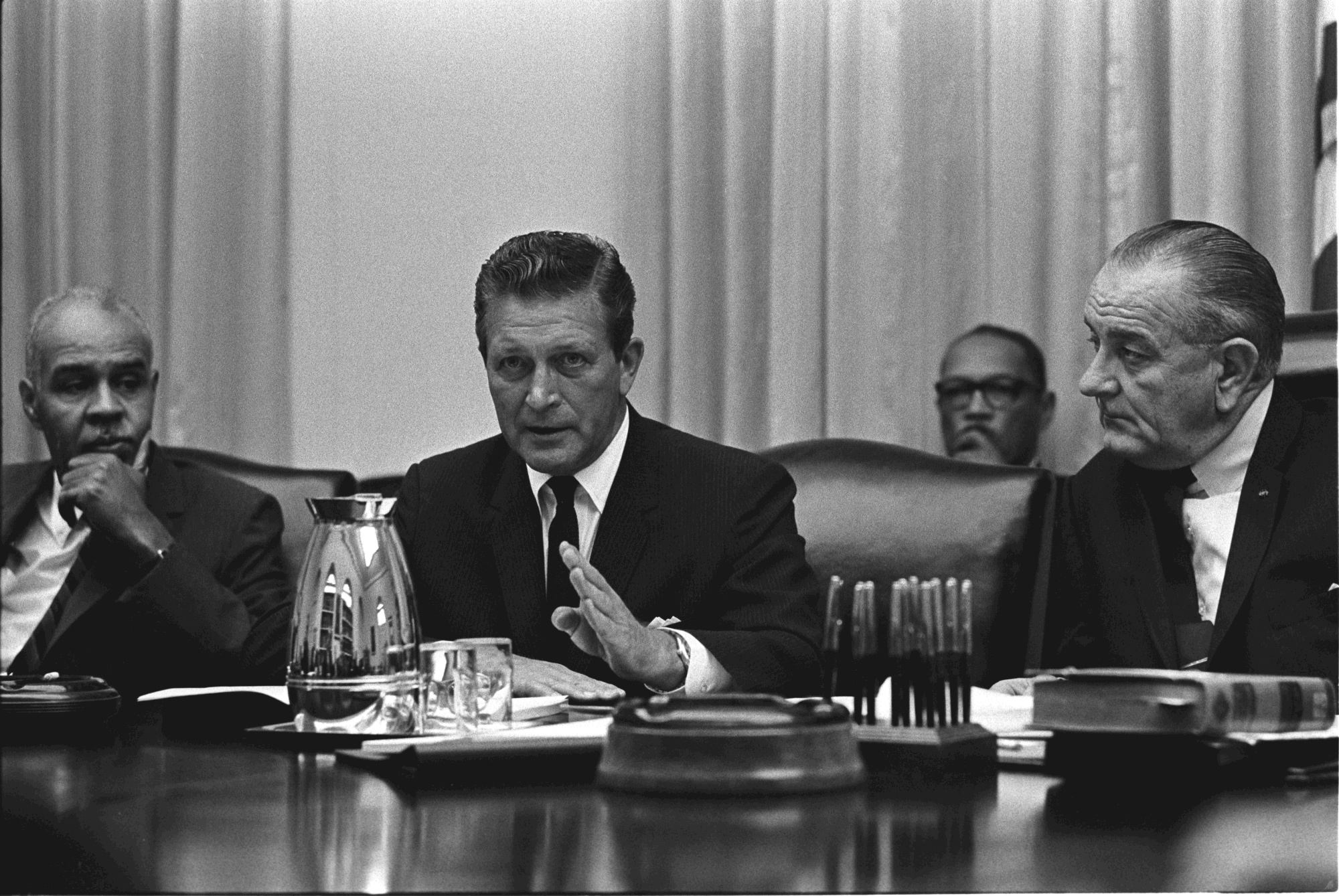
Kerner (Mitte) bei einem Meeting in Kabinettsraum des Weißen Hauses, rechts Präsident Johnson

Nach seiner erfolgreichen Wahl gegen den republikanischen Amtsinhaber William Stratton trat Kerner sein neues Amt am 9. Januar 1961 an. In seiner Regierungszeit förderte er die wirtschaftliche Entwicklung seines Staates sowie die Bildungspolitik. Er setzte sich für Verbesserungen im Gesundheitswesen ein und forderte Gleichberechtigung bei der Vergabe von Arbeitsplätzen und Wohnungen. Durch einen Zusatz zur Verfassung von Illinois wurde 1962 eine staatsweites einheitliches Gerichtssystem eingeführt. Im November 1962 wurde Illinois der erste Staat, der den 24. Verfassungszusatz ratifizierte. Im Jahr 1966 zeigte sich ein erster Erfolg der Wirtschaftspolitik des Gouverneurs, denn in diesem Jahr war Illinois an der Spitze aller Bundesstaaten in Bezug auf den Export wirtschaftlicher Güter. Otto Kerner war Mitglied einiger Gouverneursvereinigungen und erwarb sich einen guten Namen durch sein Eintreten für die Rassengleichberechtigung. Diese Ansichten vertrat er auch in einer von US-Präsident Lyndon B. Johnson 1967 eingesetzten Beraterkommission (National Advisory Commission on Civil Disorders).

## Weiterer Lebenslauf
Gouverneur Kerner, der 1964 wiedergewählt worden war, trat am 21. Mai 1968 zurück, um als Nachfolger von Winfred George Knoch das Amt eines Richters am United States Court of Appeals for the Seventh Circuit anzutreten. Diesem Bundesberufungsgericht hatte bereits sein Vater Otto Kerner Sr. von 1939 bis 1952 angehört, der außerdem Attorney General von Illinois war.
Bis 1974 blieb Kerner Richter. Seine Verdienste als Gouverneur wurden von Skandalen um seine Person überschattet. 
1968 wurde Marge Lindheimer Everett, der Managerin zweier Pferderennstrecken in Chicago, vorgeworfen, Gouverneur Kerner bestochen zu haben. Die Bestechungssummen wurden in Form von Aktienoptionen ausgezahlt. Die Bestechung kam zu Tage, weil Everett den Wert der Aktien in ihrer Einkommensteuererklärung absetzte und Kerner die aus den Aktienoptionen gewonnenen Profite in seiner Steuererklärung angab. Im Jahr 1973 wurde Kerner der Prozess gemacht, in dem er wegen Bestechung, Meineid, Postbetrug, Steuerhinterziehung und Aktienbetrug in 17 Fällen zu einer dreijährigen Gefängnisstrafe und einer Geldstrafe verurteilt wurde. Kerner war der erste amtierende Richter eines Bundesgerichts in der Geschichte der USA, der sich auch vor einem Bundesgericht verantworten musste. Einer sicheren Amtsenthebung entging Kerner, indem er von seinem Amt als Bundesrichter eigenständig zurücktrat. Nach der Diagnose einer tödlichen Krebserkrankung wurde er vorzeitig aus der Haft entlassen. Er starb kurz darauf im Jahr 1976.

## Privates
Kerner heiratete am 20. Oktober 1934 Helena Cermak, die Tochter des ehemaligen Bürgermeisters von Chicago, Anton Cermak, der im Jahr 1933 durch ein Attentat ums Leben gekommen war.